# HMS Belos (A214)
HMS Belos (A214) är det senaste av de ubåtsräddningsfartyg som tjänstgjort i svenska flottan och fungerar som dykfartyg. Belos har Karlskrona som hemmahamn och är Sveriges största örlogsfartyg. 
Fartyget förfogar över tryckkammare, dykarklockor och flera undervattensfarkoster som kan operera på djup ner till 1 000 m. Dessa farkoster är Sjöuggla, Argus, Mantis och URF. Belos har fem olika kranar ombord med lyftkapacitet på 5, 6, 10, 55 respektive 100 ton. Hon kan även ta ombord den brittiskägda ubåtsräddningsfarkosten LR-5 (ingående i Australiens ubåtsräddningsorganisation), samt NSRV, en farkost ingående i Nato Submarine Rescue System, NSRS.
HMS Belos byggdes 1985 som supplyfartyg för olje- och gasindustrin till havs. Det ursprungliga namnet var Energy Supporter. Fartyget har särskild framdrivning för att kunna ligga still över ett område utan att behöva ankra (dynamisk positionering). Efter att svenska marinen köpte fartyget har det byggts om för sitt nuvarande ändamål. Den kom i tjänst 1992 varefter den gamla HMS Belos (1961) togs ur drift 1993.
I mars 2004 bärgade HMS Belos den 52 år tidigare nedskjutna DC3:an öster om Gotska Sandön. Ett sportplan som störtat i havet 2006 bärgades utanför Sveriges sydliga kust.

## Bilder

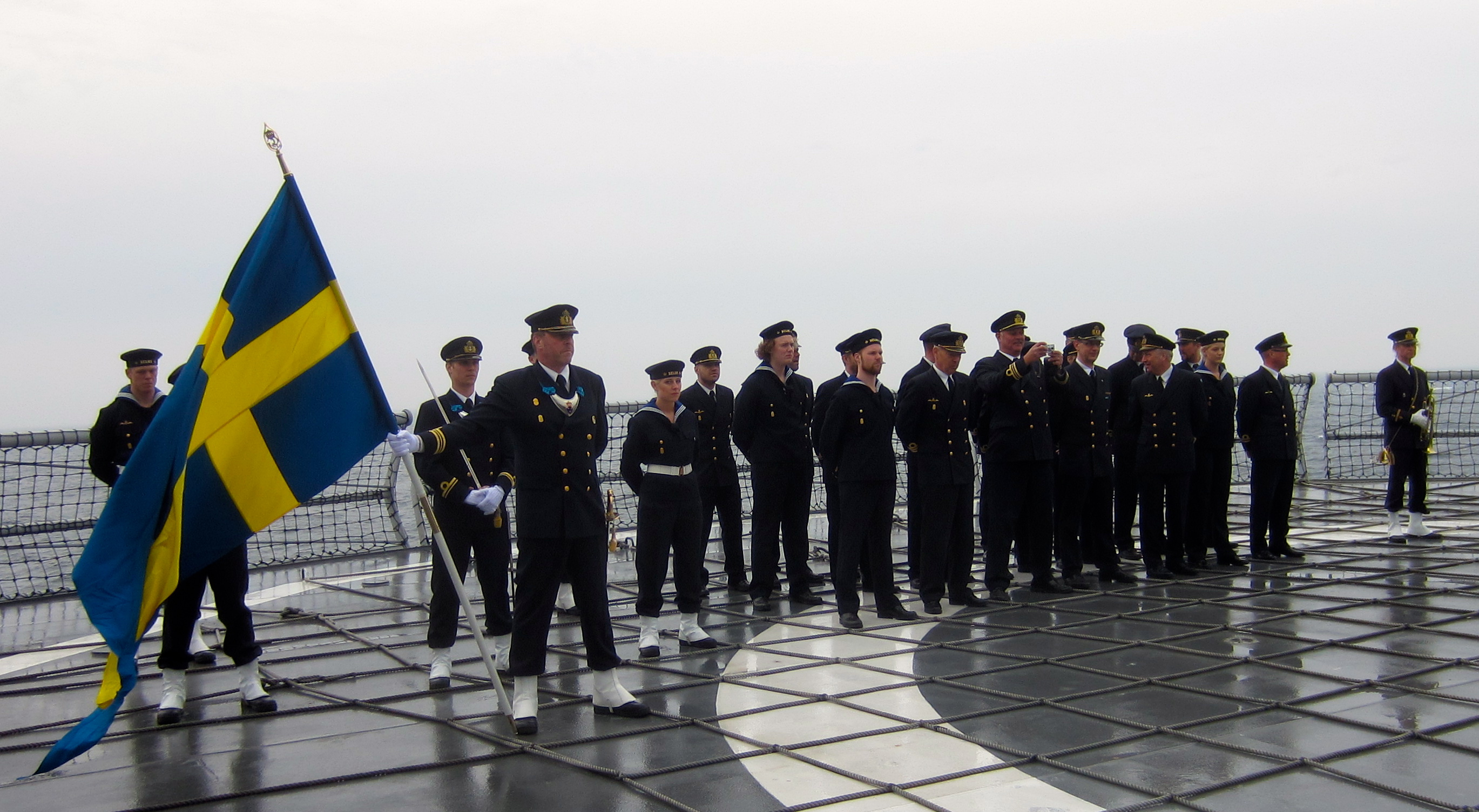
Militär hedersvakt ombord på HMS Belos sydväst om ön Stora Pölsan den 15 april 2013 vid en minneshögtid för besättningen på HMS Ulven.
HMS Belos vapen.